# ثلاثة أيام من دي بان 2016
ثلاثة أيام من دي بان 2016 (بالهولندية: Driedaagse van De Panne-Koksijde 2016 )‏ هو سباق دراجات هوائية، وهو الموسم رقم 40 من نفس السباق، وأقيم خلال الفترة 29 مارس 2016، وحتى 31 مارس 2016، وامتدّ لمسافة 535 كيلومتر، وهو أحد سباقات طواف أوروبا للدراجات 2016، وهو من نوع سباق المرحلة، وقد شارك في السباق 166 متسابقاً ووصل إلى نهايته 107 متسابقاً.
فاز فيه بالمركز الأول لو يسترا، وبالمركز الثاني ألكسندر كريستوف، وبالمركز الثالث أليكسي لوتزينكو، والفائز حسب ترتيب السرعة داني فان بوبل، والفريق الفائز في ترتيب الفرق أستانا 2016.

## الفرق
| فرق عالمية (11)- أستانا - بي إم سي راسينغ - Cannondale - Etixx-Quick Step - FDJ - Katusha - Lampre-Merida - Lotto-Soudal - Orica-GreenEDGE - Sky - Tinkoff فرق قارية محترفة (11)- Bardiani CSF - Bora-Argon 18 - Cofidis, Solutions Crédits - Direct Énergie - غازبروم روسفيلو ‏ - نيبو-فيني فانتيني-يوربا أوفيني ‏ - ONE Pro Cycling ‏ - رومبوت تشارلز ‏ - ويلير تريستينا-سيل إيطاليا ‏ - Stölting Service Group (cycling team) ‏ - سبورت فلاندرين بالويس 2016 ‏ |  |
| |  |

## المراحل
| قائمة المراحل | قائمة المراحل | قائمة المراحل         | قائمة المراحل  | قائمة المراحل | قائمة المراحل   | قائمة المراحل   |
| المرحلة       | التاريخ       | الدورة                |                | المسافة (كم)  | الفائز بالمرحلة | القائد العام    |
| ------------- | ------------- | --------------------- | -------------- | ------------- | --------------- | --------------- |
| 1             | 29 مارس       | دي بان – Zottegem ‏    | مرحلة جبلية    | 198.2         | ألكسندر كريستوف | ألكسندر كريستوف |
| 2             | 30 مارس       | Zottegem ‏ – Koksijde ‏ | مرحلة مستوية   | 211.1         | إيليا فيفياني   | ألكسندر كريستوف |
| 3a            | 31 مارس       | دي بان – دي بان       | مرحلة مستوية   | 111.5         | مارسيل كيتل     | ألكسندر كريستوف |
| 3b            | 31 مارس       | دي بان – دي بان       | فردي ضد الساعة | 14.2          | ماسيج بودنار    | لو يسترا        |

## الفائزون
| الترتيب       | الفائز          |
| ------------- | --------------- |
| الفائز        | لو يسترا        |
| الثاني        | ألكسندر كريستوف |
| الثالث        | أليكسي لوتزينكو |
| حسب النقاط    | ألكسندر كريستوف |
| تسلق الجبل    | لويك فليجن      |
| سباقات السرعة | داني فان بوبل   |
| الفريق        | أستانا          |

## وصلات خارجية
- الموقع الرسمي
- ثلاثة أيام من دي بان 2016 على موقع إحصائيات الدراجات الإحترافية (الإنجليزية)